# Juyuan (köpinghuvudort i Kina, Heilongjiang Sheng, lat 45,94, long 126,97)
Juyuan (kinesiska: 巨源, 巨源镇) är en köpinghuvudort i Kina. Den ligger i provinsen Heilongjiang, i den nordöstra delen av landet, omkring 34 kilometer nordost om provinshuvudstaden Harbin. Antalet invånare är 32 263. Befolkningen består av 14 713 kvinnor och 17 550 män. Barn under 15 år utgör 11,0 %, vuxna 15-64 år 82 %, och äldre över 65 år 6,0 %.
Runt Juyuan är det ganska tätbefolkat, med 248 invånare per kvadratkilometer. Närmaste större samhälle är Yongyuan, 18,9 km söder om Juyuan. Trakten runt Juyuan består till största delen av jordbruksmark.
Genomsnittlig årsnederbörd är 839 millimeter. Den regnigaste månaden är juli, med i genomsnitt 186 mm nederbörd, och den torraste är januari, med 8 mm nederbörd.